# Hæmoride
Hæmorider (kan også staves haemorrhoide eller hæmorroide) er vaskulære strukturer i analkanalen, der hjælper til at kontrollere afføringen. I daglig tale refererer hæmoride dog til den patologiske tilstand, hvor hæmoriden er hævet eller irriteret. I sin normale (fysiologiske) tilstand virker hæmoriden som en pude af arterielle-venøse kanaler og væv, der hjælper afføringen til at passere. Symptomerne for den patologiske hæmoride afhænger af typen. Interne hæmorider er sædvanligvis smertefrie, men giver ofte blødning fra endetarmen, mens eksterne hæmorider (hæmorider der er tiltaget i omfang, så de ender med at hænge ud af endetarmsåbningen) ofte giver smerter omkring anus. Det anslås at omkring 50% af befolkningen før eller siden får hæmorider.
Den anbefalede behandling består i at øge fiberindholdet i kosten, øge væskeindtaget for at sikre god væskebalance i kroppen, hvile samt behandling med NSAID og/eller siddende bade. Kirurgiske indgreb kan anvendes til patienter der ikke har effekt af disse behandlinger.

## Klassifikation
Der er to typer af hæmorider – eksterne og interne – der adskilles ved deres placering i forhold til endetarmsåbningen.

### Eksterne hæmorider
Eksterne hæmorider er placeret uden for eller i umiddelbar nærhed af endetarmsåbningen og kan således godt være placeret så de ikke umiddelbart er synlige. Mere specifikt er de åreknuder på de vener der drænerer blodet fra de nedre, rektale arterier, der afgrener fra arteria pudenda interna. De er undertiden smertefulde, ligesom der ofte også ses hævelse og irritation. Kløe, der ofte anses for at være et symptom på eksterne hæmorider, skyldes almindeligvis hudirritation i stedet; hævelsen af hæmoriden er årsag til en næsten umærkelig væskeafgift der fører til hudirritation. Eksterne hæmorider fører ofte til trombose; hvis venen sprænges og/eller en blodprop dannes dannes bliver hæmoriden til en tromboseret hæmoride.

### Interne hæmorider
Interne hæmorider er de hæmorider der findes i tarmen, væk fra endetarmsåbningen. Mere specifikt er de åreknuder på de vener der drænerer blodet fra de øvre, rektale arterier. Eftersom dette område ikke har smertereceptorer er interne hæmorider sjældent smertefulde. De fleste mennesker er ikke klar over at de har dem. Interne hæmorider kan dog begynde at bløde hvis de irriteres. Hvis ikke de behandles kan interne hæmorider føre til to alvorligere former for hæmorider, henholdsvis prolapserende og afklemte hæmorider. Prolapserende hæmorider er interne hæmorider der er tiltaget i omfang så de skubbes uden for endetarmsåbningen. Hvis lukkemusklen begynder at krampe og således fanger en prolapserende hæmoride uden for endetarmsåbningen afklemmes dens blodforsyning og hæmoriden bliver til en afklemt hæmoride. 
Interne hæmorider kan yderligere inddeles efter graden af prolaps.
- Grad I: Ingen prolaps.
- Grad II: Prolaps under defækation, som spontant reduceres igen.
- Grad III: Prolaps under defækation, som må reduceres manuelt.
- Grad IV: Prolaps der ikke kan reduceres manuelt.

- Hæmorider grad I
- Hæmorider grad II
- Hæmorider grad III
- Hæmorider grad IV
- Endoskopisk billede af hæmorider grad I, set i anal retning.
- Hæmorider grad II
- Hæmorider grad III
- Hæmorider grad IV

## Symptomer
Hæmorider giver sig oftest til kende ved kløe, smerte omkring anus eller blødning fra endetarmen. Af andre symptomer kan nævnes slimet udflåd eller nedsat evne til at holde på afføringen. Eksterne hæmorider er som regel smertefulde, mens interne sjældent er det, med mindre de tromboserer eller bliver nekrotiske.
Det mest almindelige symptom på hæmorider er lyst rødt blod på afføringen (kaldet hematochezi), på toiletpapiret eller i kummen på toilettet. Hæmoriderne kan stikke ud af anus. Symptomer på eksterne hæmorider inkluderer smertende hævelse og en bule omkring anus. 

## Årsag
Der er flere årsager til udviklingen af hæmorider, herunder uregelmæssigheder ved afføringen (forstoppelse eller diarré, tillige øget intra-abdominalt tryk ved forlænget pressetid under afføring), motion, ernæring (især kost med lavt fiberindhold), graviditet, genetiske forhold, manglende ventiler i hæmoridernes venesystem, samt alderdom. Andre faktorer der øger trykket på de rektale vener, som for eksempel overvægt eller tungt eller længerevarende stillesiddende arbejde (for eksempel chauffører), kan også give hæmorider.
Under graviditet kan trykket fra fostret samt hormonelle forandringer være årsag til udvidelse af hæmoridernes blodkar. Selve fødslen medfører også øget intra-abdominalt tryk. Kirurgisk indgreb er sjældent nødvendigt da symptomerne som regel går i sig selv igen efter fødslen.

## Patofysiologi
Hæmoridepuder er en del af den normale menneskelige anatomi og bliver kun til en patologisk sygdom når de undergår abnorme forandringer. I den normale analkanal findes tre puder. Disse er vigtige for at kunne holde på afføringen, idet de i hvile bidrager med 15-20% af trykket der holder analkanalen lukket, ligesom de beskytter ringmusklen under afføringens passage.

## Forebyggelse
Hæmorider forebygges bedst ved at holde afføringen blød så den passerer let gennem systemet, da dette mindsker trykket og behovet for at presse under afføring. Tilsvarende kan det hjælpe at have afføring så snart trangen melder sig. Motion, inklusive gang, samt øget fiberindhold i kosten hjælper til at mindske obstipation og anstrengelse idet afføringen blødgøres og bliver lettere at udskille. Det er også blevet anbefalet at bruge mindre tid på at sidde på toilettet, herunder at undgå at læse under toiletbesøg.

## Diagnose
En visuel undersøgelse af anus og det omgivende område kan muliggøre diagnosticering af eksterne eller prolapsede hæmorider. En rektalundersøgelse kan foretages for at finde frem til rektale tumorer, polypper, forstørret prostata eller abscesser. Denne undersøgelse kan undertiden fordre bedøvelse under hensyn til smerter, selv om interne hæmorider sjældent er smertefulde.
Visuel bekræftelse af interne hæmorider kan foretages ved en endoskopi – henholdsvis en anoskopi eller en proctoskopi. Dette apparat er grundlæggende et hult rør med en lyskilde i den ene ende, således at man kan se den interne hæmoride, så vel som mulige polypper i rektum.

### Differentialdiagnose
Mange anorektale problemer, herunder anale fissurer, anale fistler, abscesser, colorectal cancer, rektale varicer og analkløe har lignende symptomer og kan derfor fejlagtigt henlægges til hæmorider.

## Behandlinger
Konservativ behandling indeholder typisk flere fibre i kosten, øget væskeindtag for at sikre væskebalancen i kroppen, NSAID til smertebehandling, siddende bade samt hvile. Man har påvist at øget fiberindtag forbedrer udkommet og kan opnås ved kostomlægning eller ved fiber-kosttilskud.
Selv om der findes mange forskellige topiske cremer og suppositorier til behandling af hæmorider er der kun sparsom evidens til støtte for brugen af dem. Midler indeholdende steroider bør ikke anvendes over 14 dage, da de kan forårsage at huden bliver tyndere. Hudbeskyttende midler som vaseline eller zinkoxidsalve kan muligvis reducere skadens omfang og kløe.

### Procedurer
- Elastikafsnøring er en procedure hvor elastikker påsættes en intern hæmoride mindst 1 cm. inde i endetarmen, med henblik på at afskære hæmoridens blodforsyning. Inden for 5-7 dage falder den visnede hæmoride af. Hvis gummibåndet placeres for tæt på endetarmsåbningen vil patienten få voldsomme smerter umiddelbart efterfølgende. Der ses en helbredelsesrate omkring 87%.[5]
- Skleroterapi involverer injektion af et stof, som for eksempel fenol, ind i hæmoriden. Dette får karvæggene i hæmoriden til at kollapse, hvorefter hæmoriden visner. Succesraten fire år efter behandling er omkring 70%.[5]
- Kauterisering kan foretages på flere forskellige måder og har vist sig at være effektivt i behandlingen af hæmorider, men tages normalt kun i anvendelse når andre metoder har vist sig ineffektive. Dette kan gøres ved kauterisering (elektrisk brænding af væv), infrarød bestråling, laserkirurgi[5] eller kryokirurgi.[15]

Hvis konservativ medicinsk behandling ikke virker findes der flere kirurgiske alternativer. De er alle forbundet med en risiko for komplikationer, der kan inkludere urinretention, idet nerverne der hører til blæren løber tæt forbi rektum, blødning, infektion eller anale strikturer.
- Hæmoroidektomi er en kirurgisk fjernelse af hæmoriden. Metoden anvendes normalt kun i alvorlige tilfælde.[5] Proceduren medfører en del postoperative smerter og kræver sædvanligvis 2-4 ugers rekonvalescens.[5]
- Dopplerguidet transanal hæmoridedearterialisation er en minimalt invasiv behandling der bruger ultralyd til præcist at bestemme blodtilførslen til hæmoriden. Disse arterier kan derefter afbindes og det prolapserede væv kan sys tilbage til sin normale placering. Proceduren har en lidt højere tilbagefaldsrate end hæmoroidektomi, men færre komplikationer.[5]
- Staplermetoden er en procedure der involverer resektion (fjernelse) af størstedelen af det abnormt forstørrede hæmoridevæv, efterfulgt af repositionering af det tilbageværende hæmoridevæv til sin oprindelige anatomiske position. Det er generelt mindre smertefuldt end en komplet fjernelse af hæmoriden, ligesom der ses hurtigere opheling efterfølgende.[5]

## Epidemiologi
Symptomatiske hæmorider rammer mindst 50% af den amerikanske befolkning på et eller andet tidspunkt i løbet af deres liv. Omtrent 5% af befolkningen lider af hæmorider på ethvert givet tidspunkt. Begge køn rammes omtrent lige hyppigt. Hæmorider er mest almindelige blandt hvide mennesker.

## Etymologi
Ordet hæmoride stammer fra det gamle franske "'emorroides", fra det latinske "hæmorrhoida -ae", som igen stammer fra det græske "αἱμορροΐς" (haimorrhois), "kan udgyde blod", fra "αἷμα" (haima), "blod" + "ῥόος" (rhoos), "strøm, strømning",, der igen stammer fra "ῥέω" (rheo), "at flyde, at strømme".